# Beaurainville
Beaurainville település Franciaországban, Pas-de-Calais megyében. Lakosainak száma 2028 fő (2022. január 1.). Beaurainville Marenla, Lespinoy, Loison-sur-Créquoise, Maresquel-Ecquemicourt, Campagne-lès-Hesdin és Contes községekkel határos.

## Népesség
A település népességének változása:
| Lakosok száma | 2052 | 2083 | 2133 | 2095 | 2095 | 2089 | 2071 | 2050 | 2028 |
|               | 2013 | 2015 | 2016 | 2017 | 2018 | 2019 | 2020 | 2021 | 2022 |